# Henry Moses Judah
Henry Moses Judah (12 juin 1821 à Oswego, État de New York et décédé le 12 avril 1901) fut un brigadier-général de l'Union de l'armée de l'Union durant la Guerre de Sécession.
Il est enterré à Westport, État du Connecticut.

## Avant la guerre
Henry Moses Judah est diplômé de l'académie militaire de West Point. Il est breveté second lieutenant le 1er juillet 1843 dans le 8th U.S. Infantry.
Il est promu second lieutenant le 19 avril 1846 alors qu'il est affecté au 4th U.S. Infantry.

### Guerre américano-méxicaine
Il participe à la guerre américano-mexicaine. Il est breveté premier lieutenant le 8 septembre 1847 pour bravoure à la bataille de Molino del Rey et est breveté capitaine le 13 septembre 1847 pour les mêmes motifs à la bataille de Chapultepec. Il est promu premier lieutenant le 26 septembre 1847.
Il est promu capitaine le 29 septembre 1853.

## Guerre de Sécession
Au début du conflit, Henry Moses Judah participe à la constitution du 4th California Volunteers et est nommé colonel de ce régiment le 6 septembre 1861. Il participe alors à la défense de Washington. Il est promu brigadier général des volontaires le 21 mars 1862. Il commande une division lors de la première bataille de Corinth. Il assume les fonctions d'inspecteur général de l'armée du Kentucky,.
Il est promu commandant le 30 juin 1862. Il est nommé inspecteur général par intérim de l'armée de l'Ohio en octobre 1862 et commande alors la 3rd division du XXIII corps en 1863. Il participe aux opérations contre les troupes confédérées lors du raid de Morgan en Ohio au cours desquelles il bloque, en coopération avec les troupes du général Edward Henry Hobson, leur tentative de retour vers le territoire confédéré en traversant la rivière Ohio près de Buffington Island.
Pour des raisons de santé, il est remplacé à la tête de la 3rd division par le général Julius White.
Il est breveté lieutenant-colonel et colonel pour bravoure et services méritant durant la guerre le 13 mars 1865.

## Après la guerre
Henry Moses Judah quitte le service actif des volontaires le 25 août 1865 et réintègre l'armée régulière et est affecté en tant que colonel à la garnison de Plattsburgh.